# Museu del Futur
El Museu del Futur (àrab: متحف المستقبل)  és una institució dedicada a les ideologies innovadores i futuristes, situada al districte financer de Dubai, Emirats Àrabs Units. El museu, amb set plantes, explora el futur de la ciència, la tecnologia i la innovació en un edifici en forma de tor amb finestres que descriuen un poema sobre el futur, escrit per sa altesa el xeic  Mohammad bin Rashid Al Maktoum, vicepresident i primer ministre dels Emirats Àrabs Units i president de Dubai. La construcció va ser dirigida per la Dubai Future Foundation. El govern dels Emirats Àrabs Units va  inaugurar el museu el 22 de febrer de 2022. L'elecció de la data es va fer oficialment perquè el 22 de febrer de 2022 és una data palíndrom (22/2/22).

## Inauguració del Museu del Futur
El Museu del Futur va obrir oficialment les portes per ser un viver d'idees i innovació. La nit del 22 de febrer de 2022, el museu va ser inaugurat pel xeix Mohammed bin Rashid Al Maktum, vicepresident dels Emirats Àrabs Units, primer ministre de Dubai, amb un espectacle de llum vibrant per marcar l'ocasió.
A la cerimònia d'obertura hi van participar també el xeic Hamdan bin Mohammed Al Maktoum, el príncep hereu de Dubai, i el xeic Maktoum bin Mohammed bin Rashid Al Maktoum, endegant les projeccions conjuntament en prémer un botó.

## Història
Mohammed bin Rashid Al Maktoum, primer ministre de Dubai i vicepresident i primer ministre dels Emirats Àrabs Units, va anunciar el 4 de març de 2015 que planejava construir el Museu del Futur després de la seva presentació al febrer durant la World Government Summit (WGS).
El 30 de juny de 2015, Dubai va revelar al món els plans per construir el projecte funcional en 3d de l'estructura del Museu. El projecte va ser la primera iniciativa important del Museu del Futur. Amb 3.000 metres quadrats les oficines del museu van obrir el 2016 ocupant la superfície del museu. Durant 17 dies es va utilitzar una impremta de ‘formigó additiu' tècnica que utilitza una impressora 3D de 20 peus d'alt, 120 peus de longitud i 40 peus d'amplada. amb dos dies per moure i fer la instal·lació. Durant els tres mesos següents es va construir la resta de l'edifici, els interiors, i el paisatgisme."
El 7 de febrer de 2016, el xeic Mohammed bin Rashid va inaugurar l'exposició del Museu del Futur com a part de la cimera del WGS del 2016. El 24 d'abril de 2016, el xeic Mohammed bin Rashid va impulsar la Dubai Future Foundation. El museu en va passar a formar part d'aquest nou organisme.
El 17 de febrer de 2016, el Dubai Future Foundation va anunciar el llançament de la Global Blockchain Council per explorar i mostrar les aplicacions futures, i l'organització de transaccions a través de la plataforma Blockchain.
El 28 de març de 2016, la Dubai Future Foundation va llançar el Portal Mostaqbal, una iniciativa per cobrir diàriament les últimes troballes del sector de la tecnologia i la ciència mitjançant la publicació d'estudis, resultats de recerca, material visual i infografies en llengua àrab de manera simplificada i fàcil d'utilitzar.
El 10 de febrer de 2017 i el 9 de febrer de 2018, el Museu del Futur es va obrir temporalment al Madinat Jumeirah (resort de 5 estrelles de Dubai) durant la WGS.
El 22 de febrer de 2022, el Museu del Futur es va inaugurar oficialment a les 19:00, hora de Dubai.

## Experiències i Exposicions
El Museu del Futur ens porta de viatge cap a l'any 2071. Les exposicions que formen part del Museu del Futur promouen el desenvolupament tecnològic i la innovació, especialment en els camps de la robòtica i intel·ligència artificial (IA). Es pretén fomentar solucions als reptes del nou urbanisme i sotenibilitat que les ciutats del futur afrontaran, incorporant diferents disciplines en disseny, ecologia, finances sota un mateix paraigua.
El museu acollirà laboratoris d'innovació dedicats a la salut, educació, ciutats llestes, energia i transport. També recolzarà i testejarà noves solucions conjuntament amb instituts de recerca i universitats.
Compta amb set plantes en total, amb cinc plantes dedicades a exposicions basades en diferents temàtiques. El viatge del visitant comença des del cinquè pis i va baixant sequencialment.
1. Cinquena Planta: Estació Espacial Orbital (OSS) Hope: El tema d'aquesta planta se centra en els vols a l'espai l'any 2071 i explora com el futur de viatges espacials poden ajudar la humanitat a afrontar els seus reptes.[27]
2. Quarta Planta: Institut HEAL: Es centra en l'ecologia i biodiversitat del futur, on els visitants puguin centrar-se en reparar, restaurar i renovar la vida a la Terra.[28][29]
3. Tercera Planta: Al-Huguet:Al Waha الواحة és el terme Àrab per oasi: Els visitants poden experimentar diferents teràpies en aquesta planta per connectar amb els seus sentits per mantenir la concentració i la connexió amb la terra.[30][31]
4. Segona Planta: Demà, Avui: Aquest nivell posa en relleu la tecnologia d'avantguarda i els conceptes innovadors, abordant les solucions actuals en resposta als reptes globals.[32] També reflecteix l'obra del museu amb la seva socis estratègics com que actua com a incubadora i laboratori de previsió global.[33]
5. Primera Planta : Futurs Herois: Es centra en la infantesa per a nens menors de 10 anys, i ofereix activitats interactives, jocs pràctics i reptes basats en recompenses per fomentar la col.laboració i la creativitat, inclòs el disseny dels seus propis avatars.[34]

## Exposicions temporals a la Cimera de Govern Mundial (WGS)
Com part de la WSG, el Museu del Futur va organitzar diverses exposicions des de la seva inauguració en 2016. Cadascuna d'elles va tenir un tema diferent, enfocant-los en funció de la tecnologia aplicada en diferents sectors.

### Vida mecànica
Celebrada l'octubre de 2016, l'exposició Mechanic Life va explorar la idea de tenir robots sofisticats que entenguin les emocions. També es va centrar en la intel·ligència artificial i el perfeccionament humà.

### Canvi climàtic reimaginat: Dubai 2050
L'exposició va ser inaugurada el 2017, va adoptar un escenari del 2050 per explorar com la humanitat podria créixer per donar la benvinguda innovacions radicals malgrat els impactes del canvi climàtic i l'escalfament global. Es va centrar en tres factors claus contribuir a la petjada ecològica de la humanitat , i aquests són urbanisme, agricultura i economia mundial.

### Hola sóc IA
L'Hola sóc IA l'exposició va ser inaugurada el 2018 per difondre com els edificis alimentats per Intel·ligència Artificial (IA) serviran la humanitat. Es va parlar diversos aspectes com si la IA podria ser creativa i com serà el futur de la humanitat en l'era de la IA .Els EAU disposen d'una estratègia de desenvolupament de la IA en un horitzó 2031.

### HUMANS 2.0
La sisena exhibició del Museu del Futur va ser inaugurada el 2019, i va explorar els conceptes de perfeccionament humà, centrada en el cos humà i la ment.

## Estructura i simbolisme
El Museu del Futur va ser dissenyat per Killa  Design i construït per Buro Happold. El 3 de febrer de 2023, l'edifici va aconseguir el LEED certificació de Platí en termes del seu índex verd en valors ecològics.
La façana de l'edifici esta formada per finestres amb caligrafia àrab, formant cites sobre el futur de l'emirat. Les frases escrites damunt el Museu del Futur són tres cites de Mohammed del Sheikh Rashid Al Maktoum, vicepresident i Primer ministre dels Emirats Àrabs Units són:
- "No viurem centenars d'anys, però els productes de la nostra creativitat poden deixar un llegat llarg després d'haver marxat."
- "El futur serà pels qui seràn capaços d'imaginar, dissenyar i construir; el futur no espera, el futur pot ser dissenyat i construït avui."
- "El secret de la renovació de vida, el desenvolupament de civilització i el progrés d'humanitat és en un mot: innovació."

La cal·ligrafia aràbiga en les cites gravades al Museu del Futur de Dubai ha estat dissenyada per l'artista dels emirats Matar Biin Lahej
La figura del tor dona forma l'edifici i comprèn 1,024 panells de foc-retardant formats per clads en acer inoxidable, cadascú dels quals tenen una única forma de 3D que crear el fragment en àrab. Es va utilitzar tecnologia geosintètica per l'assentament de l'edifici.
Killa Disseny i Buro Happold van desenvolupar el disseny paramètric amb eines de modelatge d'informació de construcció, incorporant un algoritme de creixement que utilitza mitjans digitals per desenvolupar l'estructura d'acer interna. Danem Engineering Works va ser una de les empreses contractistes de l'estructura de l'acer per aquest projecte.El museu pot arribar a ser un element rellevant en el desenvolupament turistic de la regió.

## Esdeveniments del Dubai Fòrum
Dubai Future Forum és una plataforma que es programa iniciatives amb periodicitat anual i que està allotjada al Museu del Futur sota el paraigua de la Fundació Dubai Future. El fòrum està dedicat a facilitar debats sobre oportunitats i reptes futurs per millorar la col·laboració entre les entitats governamentals, el sector privat i la societat. Amb la participació de destacats futuristes, alts càrrecs i experts, els panells i debats tenen lloc durant el fòrum per tal que els participants analitzin, anticipin i s'adaptin a un món en contínua evolució. La primera edició del Dubai Future Forum va tenir lloc l'octubre de 2022 amb els següents temes tractats: "futur del govern, tecnologia, medi ambient, espai i societat".
En setembre 2022, l'Assemblea de Metavers de Dubai va acollir al Museu del Futur i a les Torres dels Emirats. Mohammed bin Rashid Al Maktum va encapçalar la iniciativa amb una estratègia adreçada a fer entrar Dubai en els 10 metaversos d'economia mundial. El fòrum va acollir sobre 300 experts i fabricants en el camp.

## Galeria
- Vista exterior del Museu amb accés per metro
- Biblioteca d'ADN
- Dins del Museu del Futur
- Corredor cap al futur del benestar
- Plataforma de visualització exterior del Museu del Futur
- Visió d'un Audi e-tron Vision Gran Turisme